# Барна Анатолій Михайлович
Анатолій Михайлович Барна  (Anatolii Barna)  -  український актор театру, музикант,  лауреат Всеукраїнських та Міжнародних фестивалів-конкурсів, Заслужений артист України (2020), член НСТДУ

## Життєпис
Народився 15 листопада 1977 року в селі Нижній Бистрий,  Хустського району, Закарпатської області. У віці 10 років переїхав в село Іза, де мав змогу відвідувати різні музичні гуртки, з яких і почалося концертне життя. З 1995 -1997 роки строкова служба в армії, де створив свій перший музичний гурт. 
- З 2000 року засновник та керівник вокально-інструментального колективу „Плайˮ.
- 2004 - 2011 рр.  соліст, артист хорового колективу „Народний хор вчителів Хустського районуˮ,
- 2008 - 2015 рр. артист хорового колективу „Народний хор викладачів шкіл мистецтв районуˮ.
- 2013 - 2017 рр.  артист вокального ансамблю „Патріоти ˮ Стеблівської дитячої школи мистецтв.
- 2015 - 2017 рр. керівник чоловічого квартету „Мараморошˮ Хустського районного будинку культури.
- 2007 - 2022 рр. соліст, артист інструментального ансамблю у народному фольклорному гурті „Хустяниˮ.
- 2007 - 2016 рр. актор Народного театру імені Всеволода Майданного.
- 2015 - 2016 рр.  Анатолій взяв участь у зйомках двох художніх фільмів:                                       «Останній москаль–2» (режисер Семен Горов),  та у  фільмі «В нашій Синагозі»  (режисер Іван Орленко)

        За період своєї творчої та концертної діяльності став учасником, дипломантом і лауреатом обласних, всеукраїнських та міжнародних пісенних, мистецьких, творчих конкурсів:
        Власною творчістю презентував пісенне мистецтво на міжнародних фестивалях за кордоном. Це виступи у Польщі, Словаччині, Румунії, США.
За професійну та творчу діяльність, вагомий внесок у мистецьке життя краю Анатолій Барна був нагороджений подяками, почесними грамотами управління культури Закарпатської обласної державної адміністрації та обласної ради, Закарпатської обласної профспілкової організації працівників культури, Хустської районної державної адміністрації, Хустської міської ради та Хустської районної ради в тому числі за громадську діяльність і участь у благодійних заходах (сольні виступи, збір коштів на лікування, участь у театральних благодійних виставах).
В 2020 році Указом президента України 121/2020  "Про відзначення державними нагородами України діячів театрального мистецтва"  За вагомий особистий внесок у розвиток національної культури і театрального мистецтва, значні творчі здобутки, високу професійну майстерність та з нагоди Міжнародного дня театру Анатолію Барні присвоєне почесне звання "Заслужений артист України"
- 2003-2006 рр. - Київський національний університет культури і мистецтв, (присвоєно кваліфікацію бакалавра музичного мистецтва)
- 2010-2011 рр. -  Київський національний університет культури і мистецтв ( спеціальність музичне мистецтво, кваліфікація - диригент хору, артист хору, викладач)
- 2004-2007 рр. -  вчитель музики в Ізянській загальноосвітній школі  І-ІІІ ст.
- 2007-2015 рр. -  провідний методист вокально – хорового жанру Хустського районного будинку культури
- 2015-2017 рр. -  директор  Хустського районного будинку культури
- 2017-2021рр. - заступник директора з комерційних питань,  актор Закарпатського обласного театру драми та комедії
- 2021-2022 рр. - в.о. директора Закарпатського обласного театру драми та комедії
- 2022 р. - Член Національної спілки театральних діячів України

## Ролі в театрі
| Вистава                            | Роль                   | Режисер-постановник | Автор                |
| «Маруся-Верховинка»                | Іван Петрівський       | В. Чорей            | Августин Волошин     |
| «Ми теж люди»                      | Тиберій                | В.Чорей             | Юрій Чорі            |
| «Як наші діди парубкували»         | Тиміш                  | В. Чорей            | Володимир Канівець   |
| «Серна»                            | Степан                 | Н. Щадей            | Олександр Сливка     |
| «Наталка Полтавка»                 | Возний Тетерваковський | С. Архіпчук         | Іван Котляревський   |
| «Червона шапочка»                  | Дерево                 | С. Архіпчук         | Леонід Полтава       |
| «Пригоди іграшкового робота»       | Вовк-санітар           | В. Давидюк          | С. Лозовський        |
| «Останнє танго в Хусті»            | Анатоль Демо           | В. Давидюк          | Олександр Гаврош     |
| «Коматозники»                      | Суддя Андрій Хаварник  | В. Давидюк          | Юрій Васюк           |
| «Кришталь душі»                    | Артист                 | В. Давидюк          | Олеся Чепелюк        |
| "Перемудрували" (Пошилися в дурні) | Писар                  | В. Давидюк          | М. Кропивницький     |
| "Легенда про Пинтю"                | Барон Рутенштайн       | В. Давидюк          | Олександр Гаврош     |
| " А в Карпатах фіглюють"           | Митро                  | В. Давидюк          | Сергій Гержик        |
| "До завтра Оскар"                  | Батько Оскара          | Д. Мельничук        | Ерік-Емманюель Шмітт |
| "Вечори на хуторі"                 | Чуб                    | О.Чепелюк           | М. Гоголь            |

## Фільмографія
| Назва фільму         | Режисер      | Роль     |
| "Останній москаль 2" | Семен Горов  | Музикант |
| "В нашій синагозі"   | Іван Орленко | Єврей    |

## Нагороди й номінації
- 2012 р. Почесна грамота Голови Закарпатської обласної ради
- 2014 р. Почесна грамота Управління культури Закарпатської ОДА
- 2018 р. Подяка  Закарпатьскої обласної профспілкової організації
- 2021 р. Почесна грамота Департаменту культури національностей та релігій Закарпатської ОДА
- 2006 р. Диплом лауреата Всеукраїнського пісенного фестивалю ім. Михайла Машкіна м. Іршава
- 2008 р. Диплом лауреата І премії Всеукраїнського фестивалю естрадної пісні "Під небом Рівного" м. Рівне
- 2008 р. Диплом лауреата ІІ премії Міжнародного фестивалю мистецт " Іван Попович збирає таланти" в номінації "Автор-пісняр" м. Іршава
- 2009 р. Диплом лауреата ІІІ премії ХІ Всеукраїнського фестивалю сучасної пісні та популярної музики "Червона рута-2009"
- 2009 р. Дипломант Podvihorlatskiy folklorniy festival "POD BESKYDOM ZELENENKYM"  м. Снина, Словаччина.
- 2012 р. Диплом Лауреата Всеукраїнського вокально-хореографічного конкурсу "Твій шанс" м. Луцьк
- 2016 р. Диплом IX Обласного фестивалю Театральних колективів з кращу чоловічу роль за роль Степана
- 2017 р. Диплом лауреата І премії ІХ Всеукраїнського фестивалю-конкурсу "СЛОБОЖАНСЬКИЙ СПАС" в номінації "Авторська пісня" м. Сватове
- 2017 р. Диплом лауреата І премії Всеукраїнського фестивалю-конкурсу пісенної творчості "Пісенний драйв" в номінації "Солісти-вокалісти" м. Очаків
- 2024 р. Дипломант Українського фестивалю "Коляда в Баффало"  Buffalo,NY. USA